# Henry Rox
Henry Rox, né Heinrich Rosenberg le 18 mars 1899 à Berlin, et mort le 14 juillet 1967 à South Hadley (Massachusetts), est un artiste germano-américain, sculpteur et photographe.

## Biographie
Henry Rox est le fils du marchand de textile Gustav Rosenberg et de son épouse Zippora. Il obtient son diplôme d'études secondaires en 1917 et participe à la Première Guerre mondiale durant laquelle il reçoit la Croix de fer de seconde classe.
À partir de 1920, il étudie l'histoire de l'art à l'Université de Berlin, la sculpture à l'École des arts appliqués de Berlin-Charlottenburg, puis s'inscrit au cours de sculpture de l'Académie Julian à Paris. En 1933, il fréquente une école de photographie privée à Berlin.
Il épouse Charlotte Fleck en 1927, avec qui il quitte l'Allemagne en 1934 pour Londres, où ils passent quatre ans et changent leurs noms en Henry et Lotte Rox. En 1938, ils émigrent à New York et, à partir de 1939, Henry Rox devient maître de conférences en sculpture et en histoire de l'art au Mount Holyoke College, université pour femmes de South Hadley, dans le Massachusetts. Il y a comme élève l'artiste Joan Jonas.
En 1948, il y devient professeur adjoint et obtient, ainsi que sa femme, la citoyenneté américaine. En 1954, il est nommé professeur d'art et reçoit une bourse Guggenheim qui lui permet de voyager en Europe. Henry Rox prend sa retraite en 1964 et décède à South Hadley en 1967.

## Œuvre
Henry Rox crée des sculptures en terre cuite, en bois et en métal, d'abord à Berlin sous le nom de Heinrich Rosenberg-Fleck, puis aux États-Unis à partir de 1940. Ce sont des portraits, des bustes et des personnages en pied,,. Une sculpture de Sainte Jeanne d'Arc réalisée en 1948 lui vaut un prix.
Henry Rox est surtout connu pour ses compositions anthropomorphes faites à partir de fruits et de légumes, d'abord réalisées en studio puis photographiées.
Ces images, en noir et blanc puis en couleur, illustrent des livres pour enfants et paraissent dans des magazines américains comme Life ou Vogue. Pour la comédie musicale En avant la musique, avec Judy Garland et Mickey Rooney, il construit tout un orchestre de fruits animés.
Le photographe et collectionneur de Cologne Wolfgang Vollmer (de) a permis la redécouverte de l'œuvre photographique d'Henry Rox

## Ouvrages
- (en) James Laver (ill. Henry Rox), Tommy Apple and his Adventures in Banana-Land, Londres, Jonathan Cape, 1935 (présentation en ligne)
- (en) Margaret Fisher (ill. Henry Rox), Banana Circus, New York, G.P. Putman`s Sons, 1940.

## Magazines
- Speaking of pictures, Life, 11 décembre 1939. Voir en ligne.
- Top photographs, Life, 18 novembre 1940. Voir en ligne.
- Speaking of pictures, Life, 9 juin 1941. Voir en ligne.
- Summer rich in vitamins, Vogue, 1er juillet 1943, p. 68-69
- Lighthearted Folk of Lettuce Lane, Coronet, décembre 1943, p. 55-58
- Deubling in Fruit, The New York Times Magazine, 15 septembre 1946
- Art a la Carte, This Week Magazine/Los Angeles Times, 14 avril 1957